# Campionato romano di guerra 1943-1944
Il campionato romano di guerra 1943-1944, più propriamente Campionato Romano misto di Divisione Nazionale, è stato il primo dei due campionati regionali misti di Divisione Nazionale disputati nel territorio laziale durante la seconda guerra mondiale. Fu organizzato dal Direttorio XI Zona e vide partecipare dieci compagini romane. Il campionato fu vinto dalla Lazio, che chiuse il torneo con un punto di vantaggio sulla seconda classificata, la Roma. Alla competizione presero parte squadre provenienti da diverse categorie del calcio nazionale e regionale dell'epoca, dalla Serie A (primo livello) alla Prima Divisione (quarto livello).
In origine, questa edizione del campionato romano era valida come fase regionale laziale della Divisione Nazionale 1944 (Campionato Alta Italia), ma la Liberazione di Roma impedì al vincitore del campionato, la Lazio, di prendere parte alle finali interzonali per l'assegnazione del titolo. Il campionato era di fatto terminato il 28 maggio 1944 (mancava una sola partita, ininfluente, da recuperare) e la settimana successiva il Direttorio XI Zona diede avvio al "torneo a quattro", competizione post-campionato tra le migliori quattro classificate. In seguito alla Liberazione di Roma (4 giugno 1944) il torneo fu sospeso per due settimane. Il Comitato Regionale Laziale (nuova denominazione assunta dal Direttorio XI Zona in seguito alla liberazione) portò a termine il torneo a quattro, che vide la vittoria della Roma il 25 giugno, e fece recuperare l'unica partita ancora non disputata il 2 luglio, addirittura dopo la conclusione del torneo post-campionato.

## Stagione

### Antefatti

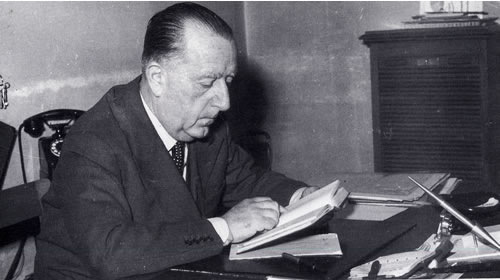
Luigi Ridolfi, presidente della FIGC durante la caduta del fascismo.

Il 25 luglio 1943 Mussolini venne destituito dal re Vittorio Emanuele III, imprigionato in una località segreta e sostituito dal maresciallo Pietro Badoglio; in questo modo si chiuse il ventennale regime fascista e chiunque avesse ricoperto cariche di regime venne rimosso dal suo incarico; così lo stesso giorno anche il marchese Luigi Ridolfi Vay da Verrazzano, presidente della F.I.G.C., diede le dimissioni. Inevitabilmente anche la struttura del calcio crollò, e le squadre lasciarono liberi i propri giocatori, non organizzando nella maggior parte dei casi allenamenti durante l'estate del 1943; tuttavia molti giocatori continuarono ad allenarsi indipendentemente dalle società, permettendo al gioco del calcio di sopravvivere nonostante l'assenza di un organo alle spalle. Nel frattempo, dopo confuse manovre diplomatiche Badoglio e il re decisero di accettare l'armistizio imposto dagli Alleati: l'Italia si arrese, firmandolo il 3 settembre, reso poi pubblico l'8 settembre. Il calcio a dispetto del resto dell'Italia non si arrestò mai, e si continuarono a disputare partite amichevoli lungo tutta la penisola, tra la guerra e i bombardamenti.
Nell'autunno, il 27 novembre, la Federazione, retta al nord della Repubblica di Salò, attraverso un comunicato speciale, annunciò che il campionato di calcio 1943-1944 si sarebbe disputato, attraverso un sistema misto, che avrebbe raggruppato le società di Serie A, B e C in un'unica serie divisa in gironi regionali, per poi disputare un girone unico tra le finaliste. Ancora prima del comunicato federale, il Direttorio di Zona aveva in animo di organizzare autonomamente un campionato, che intendeva denominare "Campionato Regionale di 1ª Categoria" che avrebbe assegnato il titolo di campione romano. La notizia della ripresa ufficiale del campionato venne accolta con grande entusiasmo, e iniziò l'organizzazione nella Capitale di tre campionati di calcio: il campionato ragazzi, destinato ai più giovani, il campionato di seconda categoria e quello di prima categoria, il cui vincitore avrebbe conquistato il titolo di campione romano. L'organizzazione iniziale per la prima categoria fu decretata dal Direttorio XI Zona, nome assunto dal Direttorio nel 1934 con l'inclusione del Lazio nel campionato federale; in collaborazione con l'ingegnere Ottorino Barassi, il Direttorio aprì l'iscrizione a tutte le squadre delle prime tre divisioni del campionato italiano; quindi originariamente le squadre che si iscrissero furono otto: la Lazio e la Roma (Serie A), la Mater (Serie B), l'Ala Italia, l'Alba, il Littorio e i Vigili del Fuoco (Serie C), e La Disperata, che aveva appena conquistato la promozione in Serie C vincendo il campionato laziale di Prima Divisione 1942-1943. Una nona squadra, l'Elettronica, chiese di poter partecipare, ma la decisione del Direttorio fu in un primo momento quella di non ammetterla. Successivamente, insieme all'Elettronica, anche il Trastevere presentò un esposto al Direttorio per poter essere ammessa al campionato di prima categoria, e la Commissione di Appello, riunitasi la sera del 1º dicembre, decise di accettare la richiesta delle due società, aumentando le squadre partecipanti da otto a dieci. I calendari del campionato vennero velocemente rielaborati, così da poter iniziare nei giorni previsti. Il 4 dicembre tutto era pronto per poter disputare il primo campionato romano di guerra. Gli unici cambiamenti che ci furono nei giorni prima dell'inizio del campionato furono di denominazione: il Gruppo Sportivo Ala Italia cambiò il suo nome in Società Sportiva Tirrenia, mentre il Gruppo Sportivo Littorio assunse la denominazione Società Sportiva Avia.

### Campionato

Avia-Vigili del Fuoco del 4 dicembre 1943, partita inaugurale giocata al campo Montesacro. Il portiere Francalancia dei Vigili para, anticipando Bianchi dell'Avia contrastato da Loveri.

Contemporaneamente all'invasione della Francia, gli Alleati occuparono Roma (il 4 giugno) e, in poche settimane, il resto dell'Italia centrale. Come detto, la città di Roma, per via della sua condizione di città aperta, risentì relativamente degli eventi bellici; i principali problemi che si presentavano erano la possibilità di bombardamenti (eventualità cui il Direttorio rispose dando all'arbitro l'opportunità di decretare una breve sospensione della partita in caso di allarme aereo, e solo nel caso in cui l'allarme presentasse un reale pericolo per giocatori e pubblico) e la penuria di campi da gioco, prevalentemente in uso ai militari di stanza in città. Questa seconda difficoltà costrinse più volte le squadre a disputare i turni in più giorni (solitamente tra sabato e domenica), dividendosi i pochi campi disponibili e giocando anche a orari inusuali. Tra gli impianti più usati vi furono lo Stadio della Rondinella, il Motovelodromo Appio, il campo Montesacro e il campo Apollodoro; lo Stadio Nazionale, inizialmente accessibile, dopo lo sbarco di Anzio divenne disponibile sempre più di rado, fino a essere requisito; la Roma dovette quindi giocare le rimanenti gare al Motovelodromo Appio, così come la Lazio che frequentemente giocò alla Rondinella.

Il torneo ebbe ufficialmente inizio il 4 dicembre 1943 con Avia-Vigili del Fuoco 2-0: la prima rete in assoluto fu di Elio Bianchi, che segnò al 32' del primo tempo. Il 5 dicembre seguirono le altre gare in programma, con l'eccezione di Alba-Lazio 0-4, giocata l'8 dicembre. La seconda giornata, disputata l'11 dicembre, vide due larghe vittorie, che durante il torneo non risultarono infrequenti: la Lazio sconfisse in casa l'Elettronica per 7-0 con tripletta di Lombardini mentre il M.A.T.E.R. superò per 9-2 in trasferta il Trastevere con tripletta di Pisani e doppietta di Marcello Pieri (III); nel M.A.T.E.R. giocavano 4 dei fratelli Pieri, Enrico (I), Nicola (II), Marcello (III) e Pieri V (classe 1924). Alla terza d'andata il M.A.T.E.R. mise a referto un'altra larga vittoria, un 7-1 sull'Elettronica, mentre Lazio e Roma vinsero rispettivamente con Vigili del Fuoco e Trastevere; alla quarta giornata il Trastevere ottenne il primo punto del suo campionato pareggiando per 3-3 con l'Avia, mentre la Roma superò l'Elettronica, nella gara giocata alla vigilia di Natale, per 8-1 con 5 reti di Amedeo Amadei; la Lazio sconfisse il M.A.T.E.R., confermando così l'andamento delle due principali società capitoline che nelle prime 4 giornate avevano raccolto altrettante vittorie. Tra la quarta e la quinta giornata d'andata il Gruppo Sportivo La Disperata cambia la propria denominazione in Società Sportiva Juventus. Lazio e Roma si fermarono proprio al quinto turno (il primo dell'anno 1944), pareggiando entrambe: 1-1 tra Lazio e Juventus, 2-2 tra Roma e M.A.T.E.R. 

Una fase di gioco tra Roma e M.A.T.E.R.: Edmondo Mornese (Roma) e Fernando Longobardi (M.A.T.E.R.) si contendono il pallone

 Il concomitante pareggio della Tirrenia, principale inseguitrice della coppia di testa, mantenne invariata la distanza tra le due prime e la seconda classificata, che rimase a quota 2 punti. La sesta giornata vide il primo Derby di Roma: entrambe le squadre accusavano alcuni problemi di schieramento della linea d'attacco, e la Lazio doveva rinunciare al proprio portiere titolare Uber Gradella, squalificato. La gara, cui assistettero circa 13.000 persone, fu giocata allo Stadio Nazionale e, benché secondo la stampa calcistica il miglior gioco fosse stato espresso dalla Lazio, l'incontro terminò in pareggio: alla rete laziale di Manola (8') rispose Amadei (19'). Il Tirrenia, traendo vantaggio dal pareggio di Lazio e Roma, vinse per 5-0 sulla Juventus (4 gol di Perugini). Dopo questa gara Oreste Roccasecca (II) lasciò la Roma per i Vigili del Fuoco: divenne così l'unico giocatore in tutta Italia a disputare il campionato di guerra con due squadre diverse. Alla settima giornata lo scontro diretto tra Lazio e Tirrenia terminò 1-1: all'iniziale vantaggio di Koenig per la Lazio (71') replicò Celestini un minuto dopo; la Roma, avendo battuto l'Avia per 2-0 il giorno prima, si ritrovò sola in testa alla classifica. Per la prima volta le due squadre di maggior spicco furono separate e una delle due lasciò all'altra il primo posto. La giornata seguente sia Lazio che Roma vinsero la loro partita (contro Avia e Alba), così come la Tirrenia che superò per 5-2 il Trastevere. Tra la Tirrenia, 3ª a 12 punti, e la coppia di quarte classificate M.A.T.E.R. e Juventus vi erano già 4 punti di distacco. Il girone d'andata si concluse in due tempi: tre partite furono giocate il 30 gennaio, mentre le rimanenti due (Alba-Avia e Vigili del Fuoco-Roma) si disputarono il 13 febbraio. La seconda di queste partite fu al sospesa per l'intemperanza del giocatore Glauco Signorini, ala destra dei Vigili del Fuoco, che minacciò l'arbitro Giuseppe Fois (uno dei principali direttori di gara del campionato, già arbitro di Serie A nell'anteguerra) fino a costringerlo a dare per conclusa la gara all'85º minuto sul punteggio di 2-0 per la Roma; il Direttorio in seguito omologò tale risultato.

Trastevere-Tirrenia del 23 gennaio 1944: Luigi Perugini della Tirrenia impegnato in una rovesciata

Il girone di ritorno iniziò il 27 febbraio 1944 con la 10ª giornata di gara: Lazio e Roma tornarono a pari punti, poiché al pareggio della Roma con la Juventus corrispose la vittoria della Lazio sull'Alba per 3-0; la Tirrenia mancò la possibilità di portarsi a un punto di distacco dalle due prime perdendo per 1-0 in casa con il M.A.T.E.R. La giornata fu una delle più frammentate: si giocò tra il 26 febbraio, il 27 febbraio e il 12 marzo, data in cui giocarono Lazio e Roma. L'undicesima giornata vide una nuova sconfitta della Tirrenia, che cedette alla Roma per 4-2, mentre la Lazio superò ampiamente l'Elettronica per 6-1; le altre partite si conclusero con tre pareggi che di fatto non alterarono la classifica. Alla 12ª altre due vittorie di Lazio e Roma, contro Vigili del Fuoco e Trastevere; tornò al successo anche la Tirrenia e l'Alba, battendo la Juventus per 2-1, raggiunse a quota 6 l'Elettronica, con cui condivise così l'ultima posizione in classifica. Durante il turno seguente vinsero sia Roma che Lazio, mentre la Tirrenia pareggiò in casa dell'Alba e vide così aumentata la propria distanza dalla coppia di testa; l'Elettronica, sconfitto dalla Roma, rimase all'ultimo posto. La 14ª giornata segnò l'ultima separazione tra Lazio e Roma: i bianco-celesti sconfissero la Juventus per 4-0 mentre i giallo-rossi pareggiarono con il M.A.T.E.R. per 1-1; questi risultati furono decisivi, perché conferirono alla Lazio il punto di vantaggio che alla fine del torneo gli permise di vincere il campionato. Nelle altre partite la Tirrenia vinse la gara con i Vigili del Fuoco, mentre l'Alba tornò ultima in classifica, perdendo lo scontro diretto con il Trastevere. Il derby tra Lazio e Roma, giocato alla 15ª giornata, terminò con un altro pareggio per 0-0. Davanti a un pubblico di 18.000 persone, la partita fu giocata male da entrambe le squadre, condizionate dalla condizione climatica che era caratterizzata da un forte e caldo vento che indebolì i giocatori, rendendoli meno lucidi. Il portiere della Roma Guido Masetti s'infortunò dopo una parata su un tiro di Michele Andreolo e si lussò la spalla: fu così sostituito dall'interno sinistro Paolo Jacobini, mentre Masetti si spostò a giocare come ala sinistra. 

Una fase di gioco di M.A.T.E.R.-Lazio, disputata il 2 aprile 1944

Iniziarono i primi problemi di formazione per il Trastevere, che contro i Vigili del Fuoco aveva dovuto schierare solamente 9 giocatori, e perse per 5-1; la Tirrenia aveva vinto per 3-0 sulla Juventus ma la gara fu in seguito annullata e ripetuta in data 2 luglio per un errore tecnico dell'arbitro Cappucci. Il Trastevere ebbe nuovamente problemi di rosa alla 17ª giornata, dovendo schierare solo 10 giocatori: e così perse con il Tirrenia per 9-3, nella gara con il maggior numero di reti di tutto il campionato; Colaneri segnò 5 gol, eguagliando il risultato di Amadei che ne aveva segnati altrettanti alla 4ª giornata contro l'Elettronica. Il pareggio tra Roma e Lazio mantenne invariate le distanze, così che le seguenti tre giornate, in cui le due squadre vinsero largamente le loro rispettive partite, non cambiarono il risultato finale: la Lazio vinse il titolo di campione romano con un giorno d'anticipo, vincendo contro il Trastevere per 8-0 il 27 maggio, rendendo così ininfluente il risultato della Roma, che pure vinse 4-2 con i Vigili del Fuoco il 28 maggio. Al termine del torneo Umberto Lombardini fu capocannoniere con 21 reti in 16 gare, mentre Amedeo Amadei risultò il giocatore con la migliore media-gol, avendo segnato 16 reti in 8 presenze.
Benché in origine la vincitrice dovesse partecipare di diritto al girone finale del campionato italiano di Divisione Nazionale, gli eventi bellici impedirono di continuare per questa via: la liberazione di Roma del 4 giugno 1944 non permise alla Lazio, che aveva conquistato il titolo di "Campione romano" appena una settimana prima, di partecipare alle finali interzonali. Il Direttorio XI Zona, passato sotto l'egida della FIGC del Regno del Sud e ridenominato in Comitato Regionale Laziale, portò a termine il "torneo a quattro" iniziato il giorno prima dell'arrivo delle truppe alleate, e fece recuperare l'ultima ininfluente partita di campionato il 2 luglio 1944. In ogni caso il torneo mantenne il rango di Divisione Nazionale (anche per distinguerlo dal campionato romano di Prima Divisione) pur diventando un campionato regionale autonomo svincolato dal campionato di guerra organizzato dalla FIGC fascista. In aggiunta agli incontri del campionato erano state organizzate delle partite tra "Rappresentative": erano squadre composte da una selezione dei migliori giocatori del campionato, divisi secondo differenti criteri; per esempio, vi fu la sfida tra "Rappresentativa A" e "Rappresentativa B" (o "Rappresentativa Assi" e "Rappresentativa Giovani") giocata nel mese di aprile: la rappresentativa "A" era composta dai migliori elementi di Roma e Lazio mentre l'altra da giocatori delle altre squadre. Tale sfida aveva scopi di raccolta fondi per beneficenza.

## Squadre partecipanti
| Club          | Dettagli | Stagione precedente                 |
| ------------- | -------- | ----------------------------------- |
| Alba Roma     | dettagli | 2ª nel girone I di Serie C          |
| Avia          | dettagli | 4ª nel girone L di Serie C          |
| Elettronica   | dettagli | Girone B di Prima Divisione         |
| Juventus Roma | dettagli | Campione laziale di Prima Divisione |
| Lazio         | dettagli | 9ª in Serie A                       |
| MATER         | dettagli | 12º in Serie B                      |
| Roma          | dettagli | 9ª in Serie A                       |
| Tirrenia      | dettagli | 3ª nel girone I di Serie C          |
| Trastevere    | dettagli | Girone C di Prima Divisione         |
| VV.FF. Roma   | dettagli | 4º nel girone L di Serie C          |

## Allenatori
| Squadra     | Allenatore            |                  | Squadra       | Allenatore        |
| ----------- | --------------------- | ---------------- | ------------- | ----------------- |
| Alba        | Orlando Tognotti      |                  | M.A.T.E.R.    | Fulvio Bernardini |
| Avia        | Giovanni Degni        | Roma             | Guido Masetti |                   |
| Elettronica | Attilio Ferraris (IV) | Tirrenia         | ?             |                   |
| Juventus    | ?                     | Trastevere       | ?             |                   |
| Lazio       | Dino Canestri         | Vigili del Fuoco | Annesi        |                   |

## Classifica finale
| Pos. | Squadra       | Pt | G  | V  | N  | P  | GF | GS |
| ---- | ------------- | -- | -- | -- | -- | -- | -- | -- |
| 1.   | Lazio         | 32 | 18 | 14 | 4  | 0  | 60 | 8  |
| 2.   | Roma          | 31 | 18 | 13 | 5  | 0  | 62 | 17 |
| 3.   | Tirrenia      | 25 | 18 | 11 | 3  | 4  | 44 | 27 |
| 4.   | MATER         | 17 | 18 | 3  | 11 | 4  | 35 | 27 |
| 5.   | Juventus Roma | 16 | 18 | 5  | 6  | 7  | 19 | 28 |
| 6.   | VV.FF. Roma   | 15 | 18 | 5  | 5  | 8  | 21 | 25 |
| 6.   | Avia          | 15 | 18 | 5  | 5  | 8  | 30 | 40 |
| 8.   | Alba Roma     | 10 | 18 | 2  | 6  | 10 | 24 | 42 |
| 8.   | Elettronica   | 10 | 18 | 3  | 4  | 11 | 19 | 59 |
| 10.  | Trastevere    | 9  | 18 | 3  | 3  | 12 | 27 | 68 |

Legenda:
      Campione di Roma e ammessa al torneo a quattro.
      Ammesse al torneo a quattro.
Note:
Due punti a vittoria, uno a pareggio, zero a sconfitta.

## Risultati

### Calendario
| andata (1ª) | andata (1ª) | 1ª giornata            | ritorno (10ª) | ritorno (10ª) |
|             |             |                        |               |               |
| 4 dic.      | 2-0         | Avia-Vigili del Fuoco  | 0-0           | 27 feb.       |
| 5 dic.      | 2-0         | Roma-Juventus Roma     | 1-1           | 12 mar.       |
| 5 dic.      | 0-1         | Mater-Tirrenia         | 1-0           | 26 feb.       |
| 8 dic.      | 2-1         | Elettronica-Trastevere | 2-2           | 27 feb.       |
| 8 dic.      | 0-4         | Alba-Lazio             | 0-3           | 12 mar.       |

| andata (2ª) | andata (2ª) | 2ª giornata           | ritorno (11ª) | ritorno (11ª) |
|             |             |                       |               |               |
| 11 dic.     | 1-2         | Tirrenia-Roma         | 2-4           | 19 mar.       |
| 11 dic.     | 1-1         | Vigili del Fuoco-Alba | 1-1           | 19 mar.       |
| 12 dic.     | 9-2         | Mater-Trastevere      | 2-2           | 18 mar.       |
| 12 dic.     | 3-2         | Juventus Roma-Avia    | 1-1           | 18 mar.       |
| 12 dic.     | 7-0         | Lazio-Elettronica     | 6-1           | 18 mar.       |

| andata (1ª) | andata (1ª) | 1ª giornata            | ritorno (10ª) | ritorno (10ª) |
|             |             |                        |               |               |
| 4 dic.      | 2-0         | Avia-Vigili del Fuoco  | 0-0           | 27 feb.       |
| 5 dic.      | 2-0         | Roma-Juventus Roma     | 1-1           | 12 mar.       |
| 5 dic.      | 0-1         | Mater-Tirrenia         | 1-0           | 26 feb.       |
| 8 dic.      | 2-1         | Elettronica-Trastevere | 2-2           | 27 feb.       |
| 8 dic.      | 0-4         | Alba-Lazio             | 0-3           | 12 mar.       |

| andata (2ª) | andata (2ª) | 2ª giornata           | ritorno (11ª) | ritorno (11ª) |
|             |             |                       |               |               |
| 11 dic.     | 1-2         | Tirrenia-Roma         | 2-4           | 19 mar.       |
| 11 dic.     | 1-1         | Vigili del Fuoco-Alba | 1-1           | 19 mar.       |
| 12 dic.     | 9-2         | Mater-Trastevere      | 2-2           | 18 mar.       |
| 12 dic.     | 3-2         | Juventus Roma-Avia    | 1-1           | 18 mar.       |
| 12 dic.     | 7-0         | Lazio-Elettronica     | 6-1           | 18 mar.       |

| andata (3ª) | andata (3ª) | 3ª giornata            | ritorno (12ª) | ritorno (12ª) |
|             |             |                        |               |               |
| 18 dic.     | 1-3         | Avia-Tirrenia          | 0-2           | 25 mar.       |
| 18 dic.     | 1-2         | Vigili del Fuoco-Lazio | 0-1           | 26 mar.       |
| 19 dic.     | 1-0         | Juventus Roma-Alba     | 1-2           | 26 mar.       |
| 19 dic.     | 7-1         | Mater-Elettronica      | 0-0           | 25 mar.       |
| 19 dic.     | 4-0         | Roma-Trastevere        | 7-1           | 26 mar        |

| andata (4ª) | andata (4ª) | 4ª giornata                    | ritorno (13ª) | ritorno (13ª) |
|             |             |                                |               |               |
| 24 dic.     | 1-8         | Elettronica-Roma               | 0-5           | 2 apr.        |
| 24 dic.     | 3-2         | Tirrenia-Alba                  | 1-1           | 1º apr.       |
| 26 dic.     | 0-2         | Juventus Roma-Vigili del Fuoco | 0-2           | 1º apr.       |
| 26 dic.     | 2-0         | Lazio-Mater                    | 4-2           | 2 apr.        |
| 26 dic.     | 3-3         | Trastevere-Avia                | 2-3           | 1º apr.       |

| andata (3ª) | andata (3ª) | 3ª giornata            | ritorno (12ª) | ritorno (12ª) |
|             |             |                        |               |               |
| 18 dic.     | 1-3         | Avia-Tirrenia          | 0-2           | 25 mar.       |
| 18 dic.     | 1-2         | Vigili del Fuoco-Lazio | 0-1           | 26 mar.       |
| 19 dic.     | 1-0         | Juventus Roma-Alba     | 1-2           | 26 mar.       |
| 19 dic.     | 7-1         | Mater-Elettronica      | 0-0           | 25 mar.       |
| 19 dic.     | 4-0         | Roma-Trastevere        | 7-1           | 26 mar        |

| andata (4ª) | andata (4ª) | 4ª giornata                    | ritorno (13ª) | ritorno (13ª) |
|             |             |                                |               |               |
| 24 dic.     | 1-8         | Elettronica-Roma               | 0-5           | 2 apr.        |
| 24 dic.     | 3-2         | Tirrenia-Alba                  | 1-1           | 1º apr.       |
| 26 dic.     | 0-2         | Juventus Roma-Vigili del Fuoco | 0-2           | 1º apr.       |
| 26 dic.     | 2-0         | Lazio-Mater                    | 4-2           | 2 apr.        |
| 26 dic.     | 3-3         | Trastevere-Avia                | 2-3           | 1º apr.       |

| andata (5ª) | andata (5ª) | 5ª giornata               | ritorno (14ª) | ritorno (14ª) |
|             |             |                           |               |               |
| 31 dic.     | 0-0         | Vigili del Fuoco-Tirrenia | 1-2           | 22 apr.       |
| 1º gen.     | 6-0         | Avia-Elettronica          | 1-4           | 22 apr.       |
| 1º gen.     | 1-1         | Lazio-Juventus Roma       | 4-0           | 23 apr.       |
| 2 gen.      | 1-2         | Alba-Trastevere           | 1-2           | 22 apr.       |
| 2 gen.      | 2-2         | Roma-Mater                | 1-1           | 23 apr.       |

| andata (6ª) | andata (6ª) | 6ª giornata                 | ritorno (15ª) | ritorno (15ª) |
|             |             |                             |               |               |
| 8 gen.      | 1-1         | Mater-Avia                  | 2-2           | 6 mag.        |
| 8 gen.      | 5-0         | Tirrenia-Juventus Roma      | 2-1           | 2 lug.        |
| 9 gen.      | 1-1         | Roma-Lazio                  | 0-0           | 7 mag.        |
| 9 gen.      | 0-3         | Vigili del Fuoco-Trastevere | 5-1           | 6 mag.        |
| 9 gen.      | 0-0         | Elettronica-Alba            | 1-4           | 7 mag.        |

| andata (5ª) | andata (5ª) | 5ª giornata               | ritorno (14ª) | ritorno (14ª) |
|             |             |                           |               |               |
| 31 dic.     | 0-0         | Vigili del Fuoco-Tirrenia | 1-2           | 22 apr.       |
| 1º gen.     | 6-0         | Avia-Elettronica          | 1-4           | 22 apr.       |
| 1º gen.     | 1-1         | Lazio-Juventus Roma       | 4-0           | 23 apr.       |
| 2 gen.      | 1-2         | Alba-Trastevere           | 1-2           | 22 apr.       |
| 2 gen.      | 2-2         | Roma-Mater                | 1-1           | 23 apr.       |

| andata (6ª) | andata (6ª) | 6ª giornata                 | ritorno (15ª) | ritorno (15ª) |
|             |             |                             |               |               |
| 8 gen.      | 1-1         | Mater-Avia                  | 2-2           | 6 mag.        |
| 8 gen.      | 5-0         | Tirrenia-Juventus Roma      | 2-1           | 2 lug.        |
| 9 gen.      | 1-1         | Roma-Lazio                  | 0-0           | 7 mag.        |
| 9 gen.      | 0-3         | Vigili del Fuoco-Trastevere | 5-1           | 6 mag.        |
| 9 gen.      | 0-0         | Elettronica-Alba            | 1-4           | 7 mag.        |

| andata (7ª) | andata (7ª) | 7ª giornata                  | ritorno (16ª) | ritorno (16ª) |
|             |             |                              |               |               |
| 15 gen.     | 0-2         | Avia-Roma                    | 1-6           | 14 mag.       |
| 15 gen.     | 3-0         | Juventus Roma-Trastevere     | 2-1           | 14 mag.       |
| 16 gen.     | 2-2         | Alba-Mater                   | 2-2           | 13 mag.       |
| 16 gen.     | 1-1         | Lazio-Tirrenia               | 6-1           | 14 mag.       |
| 16 gen.     | 1-0         | Vigili del Fuoco-Elettronica | 1-3           | 14 mag.       |

| andata (8ª) | andata (8ª) | 8ª giornata               | ritorno (17ª) | ritorno (17ª) |
|             |             |                           |               |               |
| 22 gen.     | 2-2         | Mater-Vigili del Fuoco    | 1-2           | 20 mag.       |
| 22 gen.     | 0-1         | Avia-Lazio                | 0-7           | 21 mag.       |
| 23 gen.     | 0-0         | Elettronica-Juventus Roma | 2-4           | 21 mag.       |
| 23 gen.     | 5-2         | Roma-Alba                 | 6-2           | 20 mag.       |
| 23 gen.     | 2-5         | Trastevere-Tirrenia       | 3-9           | 21 mag.       |

| andata (7ª) | andata (7ª) | 7ª giornata                  | ritorno (16ª) | ritorno (16ª) |
|             |             |                              |               |               |
| 15 gen.     | 0-2         | Avia-Roma                    | 1-6           | 14 mag.       |
| 15 gen.     | 3-0         | Juventus Roma-Trastevere     | 2-1           | 14 mag.       |
| 16 gen.     | 2-2         | Alba-Mater                   | 2-2           | 13 mag.       |
| 16 gen.     | 1-1         | Lazio-Tirrenia               | 6-1           | 14 mag.       |
| 16 gen.     | 1-0         | Vigili del Fuoco-Elettronica | 1-3           | 14 mag.       |

| andata (8ª) | andata (8ª) | 8ª giornata               | ritorno (17ª) | ritorno (17ª) |
|             |             |                           |               |               |
| 22 gen.     | 2-2         | Mater-Vigili del Fuoco    | 1-2           | 20 mag.       |
| 22 gen.     | 0-1         | Avia-Lazio                | 0-7           | 21 mag.       |
| 23 gen.     | 0-0         | Elettronica-Juventus Roma | 2-4           | 21 mag.       |
| 23 gen.     | 5-2         | Roma-Alba                 | 6-2           | 20 mag.       |
| 23 gen.     | 2-5         | Trastevere-Tirrenia       | 3-9           | 21 mag.       |

| \| andata (9ª) \| andata (9ª) \| 9ª giornata \| ritorno (18ª) \| ritorno (18ª) \| \| \| \| \| \| \| \| 30 gen. \| 0-0 \| Juventus Roma-Mater \| 1-1 \| 27 mag. \| \| 30 gen. \| 2-0 \| Tirrenia-Elettronica \| 4-2 \| 28 mag. \| \| 30 gen. \| 0-2 \| Trastevere-Lazio \| 0-8 \| 27 mag. \| \| 13 feb. \| 3-5 \| Alba-Avia \| 0-2 \| 28 mag. \| \| 20 feb. \| 0-2 \| Vigili del Fuoco-Roma \| 2-4 \| 28 mag. \| |             |                       |               |               |
| andata (9ª) | andata (9ª) | 9ª giornata           | ritorno (18ª) | ritorno (18ª) |
| |             |                       |               |               |
| 30 gen. | 0-0         | Juventus Roma-Mater   | 1-1           | 27 mag.       |
| 30 gen. | 2-0         | Tirrenia-Elettronica  | 4-2           | 28 mag.       |
| 30 gen. | 0-2         | Trastevere-Lazio      | 0-8           | 27 mag.       |
| 13 feb. | 3-5         | Alba-Avia             | 0-2           | 28 mag.       |
| 20 feb. | 0-2         | Vigili del Fuoco-Roma | 2-4           | 28 mag.       |

| andata (9ª) | andata (9ª) | 9ª giornata           | ritorno (18ª) | ritorno (18ª) |
|             |             |                       |               |               |
| 30 gen.     | 0-0         | Juventus Roma-Mater   | 1-1           | 27 mag.       |
| 30 gen.     | 2-0         | Tirrenia-Elettronica  | 4-2           | 28 mag.       |
| 30 gen.     | 0-2         | Trastevere-Lazio      | 0-8           | 27 mag.       |
| 13 feb.     | 3-5         | Alba-Avia             | 0-2           | 28 mag.       |
| 20 feb.     | 0-2         | Vigili del Fuoco-Roma | 2-4           | 28 mag.       |

## Statistiche

### Squadre

#### Capoliste solitarie
|    | —— | —— | —— | —— | —— | ——   | ——   | ——   | ——   | ——  | ——  | ——  | ——    | ——    | ——    | ——    | ——    | —— |  |
|    |    |    |    |    |    | Roma | Roma | Roma | Roma |     |     |     | Lazio | Lazio | Lazio | Lazio | Lazio |    |  |
|    |    |    |    |    |    |      |      |      |      |     |     |     |       |       |       |       |       |    |  |
|    |    |    |    |    |    |      |      |      |      |     |     |     |       |       |       |       |       |    |  |
| 1ª | 2ª | 3ª | 4ª | 5ª | 6ª | 7ª   | 8ª   | 9ª   | 10ª  | 11ª | 12ª | 13ª | 14ª   | 15ª   | 16ª   | 17ª   | 18ª   |    |  |

#### Classifica in divenire
|               | 1ª | 2ª | 3ª | 4ª | 5ª | 6ª | 7ª | 8ª | 9ª | 10ª | 11ª | 12ª | 13ª | 14ª | 15ª | 16ª | 17ª | 18ª |
|               |    |    |    |    |    |    |    |    |    |     |     |     |     |     |     |     |     |     |
| ------------- | -- | -- | -- | -- | -- | -- | -- | -- | -- | --- | --- | --- | --- | --- | --- | --- | --- | --- |
| Alba Roma     | 0  | 1  | 1  | 1  | 1  | 2  | 3  | 3  | 3  | 3   | 4   | 6   | 7   | 7   | 9   | 10  | 10  | 10  |
| Avia Roma     | 2  | 2  | 2  | 3  | 5  | 6  | 6  | 6  | 8  | 9   | 10  | 10  | 12  | 12  | 13  | 13  | 13  | 15  |
| Elettronica   | 2  | 2  | 2  | 2  | 2  | 3  | 3  | 4  | 4  | 5   | 5   | 6   | 6   | 8   | 8   | 10  | 10  | 10  |
| Juventus Roma | 0  | 2  | 4  | 4  | 5  | 5  | 7  | 8  | 9  | 10  | 11  | 11  | 11  | 11  | 11  | 13  | 15  | 16  |
| Lazio         | 2  | 4  | 6  | 8  | 9  | 10 | 11 | 13 | 15 | 17  | 19  | 21  | 23  | 25  | 26  | 28  | 30  | 32  |
| MATER         | 0  | 2  | 4  | 4  | 5  | 6  | 7  | 8  | 9  | 11  | 12  | 13  | 13  | 14  | 15  | 16  | 16  | 17  |
| Roma          | 2  | 4  | 6  | 8  | 9  | 10 | 12 | 14 | 16 | 17  | 19  | 21  | 23  | 24  | 25  | 27  | 29  | 31  |
| Tirrenia      | 2  | 2  | 4  | 6  | 7  | 9  | 10 | 12 | 14 | 14  | 14  | 16  | 17  | 19  | 21  | 21  | 23  | 25  |
| Trastevere    | 0  | 0  | 0  | 1  | 3  | 5  | 5  | 5  | 5  | 6   | 7   | 7   | 7   | 9   | 9   | 9   | 9   | 9   |
| VV.FF. Roma   | 0  | 1  | 1  | 3  | 4  | 4  | 6  | 7  | 7  | 8   | 9   | 9   | 11  | 11  | 13  | 13  | 15  | 15  |

### Individuali

#### Classifica marcatori

Il capocannoniere Umberto Lombardini in acrobazia nell'incontro Lazio-Trastevere 2-0: in quella gara, disputata il 30 gennaio, segnò le due reti laziali

Mario Forlivesi impegnato contro la difesa della Tirrenia. Segnalatosi come una delle migliori rivelazioni del torneo, morì nell'aprile 1945 per una meningite

| Gol |  |  | Giocatore            | Squadra  |
| --- |  |  | -------------------- | -------- |
| 21  |  |  | Umberto Lombardini   | Lazio    |
| 16  |  |  | Engelbert Koenig     | Lazio    |
| 16  |  |  | Amedeo Amadei        | Roma     |
| 11  |  |  | Naim Krieziu         | Roma     |
| 10  |  |  | Lelio Colaneri       | Tirrenia |
| 10  |  |  | Luigi Perugini       | Tirrenia |
| 9   |  |  | Marcello Pieri (III) | MATER    |
| 8   |  |  | Mario Forlivesi      | Roma     |
| 7   |  |  | Alessandro Capponi   | Lazio    |
| 7   |  |  | Enzo Cozzolini       | Roma     |

## Torneo a quattro
Il torneo a quattro fu un torneo disputato al termine del campionato di guerra, che vide affrontarsi le quattro maggiori potenze del campionato: Lazio, Roma, Mater e Tirrenia. L'idea di svolgere un torneo a quattro alla fine della stagione era stata proposta fin dagli inizi del campionato, ma rimase irrealizzata fino a quando non fu l'Associazione Sportiva Roma, nel mese di giugno, a prendere in mano le redini dell'organizzazione del torneo.

### Formula
La formula prevedeva lo svolgimento di due semifinali in gara unica e conseguenti finali per il primo e per il terzo posto. L'idea iniziale era stata quella di permettere alle squadre di stravolgere completamente le proprie formazioni, prendendo temporaneamente giocatori dalle società escluse dalla competizione, favorendo il gioco e lo spettacolo. Tuttavia quest'idea non fu pienamente condivisa dalle quattro società partecipanti, e si arrivò al compromesso che ogni squadra potesse utilizzare, oltre ai propri giocatori, altri quattro calciatori. Avvalendosi di questa regola tutte le squadre si rinforzarono prendendo i calciatori delle squadre escluse, a parte la Lazio che, sicura della superiorità mostrata in campionato, decise di non avvalersi di nessun altro giocatore che non fosse tra i suoi tesserati.

### Avvenimenti
Gli accoppiamenti videro la prima classificata (Lazio) contro la terza (Tirrenia) e la seconda (Roma) contro la quarta (MATER). Come detto, la Lazio non prelevò giocatori da altre squadre; le file della Tirrenia erano state integrate da Alberto Giusti dell'Avia, Otello Ricci e Renato Fiorelli dei Vigili del Fuoco; il MATER prese Egeo Rossi e Oberdan Marchionni dalla Juventus, Renato Antolini dall'Avia e Oreste Roccasecca dai Vigili; la Roma si rinforzò con Antonio Fusco (I) e Alberto Piccinini dall'Avia, Lido Loveri dai Vigili e Ippolito Ippoliti dalla Juventus. Il torneo a quattro fu inaugurato il 2 giugno dallo scontro tra Lazio e Tirrenia: contrariamente alle attese, la Tirrenia vinse l'incontro grazie soprattutto alla tripletta di Lelio Colaneri. La Roma, invece, superò largamente il MATER con Krieziu autore di tre reti. La finale per il 3º e 4º posto fu decisa da Koening e Mancini, che firmarono la rimonta laziale dopo l'iniziale vantaggio del MATER ottenuto da Pieri III e Roccasecca. La finalissima fu vinta dalla Roma sulla Tirrenia grazie alla tripletta di Amadei e al gol di Krieziu: Amadei e Krieziu chiusero così in cima alla classifica cannonieri del torneo a quattro, con 4 reti ciascuno.

### Risultati

#### Tabellone
|  | Semifinali | Semifinali | Semifinali |          |      | Finale                      | Finale                      | Finale                      |  |
|  |            |            |            |          |      |                             |                             |                             |  |
|  | Lazio      | Lazio      | 2          |          |      |                             |                             |                             |  |
|  | Lazio      | Lazio      | 2          |          |      |                             |                             |                             |  |
|  | Tirrenia   | Tirrenia   | 4          |          |      |                             |                             |                             |  |
|  | Tirrenia   | Tirrenia   | 4          |          | Roma | Roma                        | 4                           |                             |  |
|  |            |            |            |          | Roma | Roma                        | 4                           |                             |  |
|  |            |            | Tirrenia   | Tirrenia | 0    |                             |                             |                             |  |
|  | Roma       | Roma       | Tirrenia   | Tirrenia | 0    | 7                           |                             |                             |  |
|  | Roma       | Roma       |            |          |      | 7                           |                             |                             |  |
|  | MATER      | MATER      | 3          |          |      | Incontro per il terzo posto | Incontro per il terzo posto | Incontro per il terzo posto |  |
|  | MATER      | MATER      | 3          |          |      |                             |                             |                             |  |
|  |            |            |            |          |      |                             |                             |                             |  |
|  |            |            |            |          |      | Lazio                       | Lazio                       | 5                           |  |
|  |            |            |            |          |      | Lazio                       | Lazio                       | 5                           |  |
|  |            |            |            |          |      | MATER                       | MATER                       | 3                           |  |

#### Tabellini

##### Semifinali
| Arbitro: | Cappucci (Roma) |

|                           |           |                                   |
| Koenig 25’ Lombardini 41’ | Marcatori | 3’, 7’, 32’ Colaneri 72’ Perugini |

| Arbitro: | Orlandini (Roma) |

|                                                                           |           |                                           |
| Krieziu 10’, 66’, 81’ Amadei 28’ (rig.) Cozzolini 78’ Schiavetti 82’, 85’ | Marcatori | 13’ Marchionni 20’ Pieri III 64’ Lombardi |

##### Finale 3º-4º posto
| Arbitro: | De Lucia (Roma) |

|                                                 |           |                                   |
| Koenig 26’, 43’ Lombardini 64’ Mancini 68’, 76’ | Marcatori | 10’, 15’ Pieri III 50’ Roccasecca |

##### Finale
| Arbitro: | Fois (Roma) |

|                                 |           |  |
| Krieziu 2’ Amadei 51’, 57’, 89’ | Marcatori |  |

### Statistiche

#### Individuali

##### Classifica marcatori
| Gol |  |  | Giocatore            | Squadra  |
| --- |  |  | -------------------- | -------- |
| 4   |  |  | Amedeo Amadei        | Roma     |
| 4   |  |  | Naim Krieziu         | Roma     |
| 3   |  |  | Lelio Colaneri       | Tirrenia |
| 3   |  |  | Engelbert Koenig     | Lazio    |
| 3   |  |  | Marcello Pieri (III) | MATER    |
| 2   |  |  | Umberto Lombardini   | Lazio    |
| 2   |  |  | Giuseppe Mancini     | Lazio    |
| 2   |  |  | Enrico Schiavetti    | Roma     |